# 李文 (高陽伯)
李 文（り ぶん、生年不詳 - 1489年）は、明代の軍人。チベットの出身。

## 生涯
李英の甥にあたる。宣徳年間、陝西行都司都指揮僉事となった。かつてチベット人の思俄可が他部の良馬を盗み、都指揮の穆粛が求めて得られなかったことがあった。たまたま思俄可が畜産を辺境で売っていたところ、穆粛は盗人として誣告し、収監して死にいたらしめた。チベット人たちは恐れ驚いて反乱を計画した。李文は穆粛を弾劾して、穆粛を逮捕させ、法吏に下させたので、西辺に動乱が起こることはなかった。李文の官は都指揮使に累進した。
1457年（天順元年）1月、李文は英宗の復辟を助けた功績により、都督僉事に進んだ。2月、右都督として大同に出向して駐屯した。敵2000騎あまりが威遠を侵犯したため、李文は軍を率いてこれを破り、7月、高陽伯に封じられた。1460年（天順4年）2月、石亨が獄死し、奪門の変の功労者の官が剥奪されることになると、李文は自首した。英宗は李文が辺境を守っていたことから不問に付した。
秋、ボライが大挙して侵入したが、李文は兵を擁しながら戦わなかった。ボライは雁門に入り、忻州や代州で大規模な略奪を展開した。ボライが撤退すると、李文は北京に召還されて獄に下され、斬刑を論告された。英宗は李文の一命を赦し、爵位を剥奪して都督僉事に降格し、延綏で功を立てさせることにした。1470年（成化6年）都督同知に進んだ。1473年（成化9年）、哈密衛の忠順王家がトルファンの速檀阿力の侵攻を受けて、主城を占拠され、王母を捕らえられて、明の朝廷に救援を求めた。李文は成化帝の命を受けて右通政の劉文とともに甘粛に赴き、対応にあたることになった。1474年（成化10年）、李文は哈密都督の罕慎や赤斤・罕東・メクリンの諸部の兵を集めて、哈密の救援に向かった。李文らは卜隆吉川で阿力と対峙した。トルファンの別部が罕東・赤斤を突く動きを見せたので、李文は二衛の兵に本土に帰らせた。さらに罕慎とメクリン・ウイグルの兵も撤退したので、李文も粛州に引き返した。1489年（弘治2年）12月壬子、李文は死去した。1508年（正徳3年）6月、高陽伯の位を追贈された。